# Sabaria mediusta
Sabaria mediusta là một loài bướm đêm trong họ Geometridae.